# Kostel svatého Bartoloměje (Kunžak)
Kostel svatého Bartoloměje je římskokatolický kostel v obci Kunžak v okrese Jindřichův Hradec v Jihočeském kraji.

## Historie
První písemná zmínka o kostele sv. Bartoloměje je z roku 1370. Na počátku 14. století to byl pravděpodobně dřevěný kostelík, který byl později přebudován v románském slohu. V roce 1556 kostel vyhořel a byl přebudován na gotický. Další dva požáry v letech 1742 a 1808 jeho vzhled zcela jistě změnily. Dnešní podoba je tedy pravděpodobně z roku 1808.
Roku 1556 byla ke kostelu přistavěna pětipatrová hranolová věž vysoká 24,8 m, která je ukončená vlašskou helmou.